# Anisodes lautokensis
Anisodes lautokensis är en fjärilsart som beskrevs av Louis Beethoven Prout 1929. Anisodes lautokensis ingår i släktet Anisodes och familjen mätare. Inga underarter finns listade i Catalogue of Life.